# Willy Lewis
Willy Lewis - né William Taïeb - le 1er juillet 1944 à La Marsa est le premier batteur du groupe Les Chats Sauvages.

## Biographie
Le groupe à son arrivée à Paris à la fin de l'hiver 1960-1961, logé chez l'oncle du bassiste, après un long travail de répétitions dans le grenier, est convoqué pour une audition chez Pathé aux studios de Boulogne-Billancourt - le 20 avril 1961. Les 4 jeunes ont besoin d'un batteur pour compléter la formation. Après avoir entendu parler d'un très bon, ils découvrent « Willy Lewis » qui joue dans l'arrière salle d'une brasserie de la place du Châtelet, Le Zimmer, qu'il loue régulièrement et dans laquelle il fait des séances avec entre autres Alain Santamaria, qui sera plus tard le guitariste rythmique des « Champions ». Après une longue conversation avec John Rob, l'ainé des futurs Chats Sauvages, il intègre le groupe avec lequel il jouera jusqu'à la fin d'octobre 1961 : et sa rupture après l'enregistrement de leur premier album 25 cm - Est ce que tu le sais - pour une banale histoire de rythme à la batterie, dans une prise de son du titre What'd I Say, après une altercation verbale avec Daniel Humair.
Il joua dans le passé dans des formations de jazz. 
Il fit un bref passage, recruté par Eddy Barclay dans le groupe Les Champions et devient batteur de Les Gamblers avec Claude François, puis il deviendra chanteur sous la direction de Pierre Vassiliu, fait des bœufs à l'Épi Club de Philippe Debarge, et fut chef d'orchestre de Chuck Berry pour ses tournées européennes, il créera également par la suite un studio d'enregistrement le Lewis Show Business dans le quartier du Marais à Paris et un restaurant musical - "Le Kiosque - Nostalgie - Lewis - Café" - fréquenté par le tout Paris.
Il reprendra du service dans l'album enregistré au Château d'Hérouville par Les Chats Sauvages pour leur 20e anniversaire avec Dick Rivers en août 1981. Il a souvent joué sur du matériel ASBA qui fut sa marque de prédilection à ses débuts. Il fréquenta quelquefois Le Petit Journal-Montparnasse et s'installa à la batterie pour jouer avec des groupes qui reprendront des chansons des Chats Sauvages.
Il a aussi créé un concept d'animations de soirées à thèmes. Il produit un groupe de chanteurs(euses) imitant des vedettes de la chanson dans des styles très variées, interprétées par de nombreux artistes inconnus.

## Discographie
Avec Les Chats Sauvages
Super 45 t - 4 titres
- EA 485 S - Le Jour "J"....... Mai 1961
- EA 493 S - Je veux tout ce que tu veux.... Juillet 1961
- EA 569 S - Twist à St Tropez...... extrait du 1er album - Avril 1962

Album 33 t - 25 cm
- ST 1148 S - Est-ce que tu le sais.....10 titres, Octobre 1961